# Staré Sedlo (okres Sokolov)
Obec Staré Sedlo (německy Altsattl též Altsattel) se nachází v okrese Sokolov v Karlovarském kraji. Rozkládá se přibližně čtyři kilometry východně od Sokolova nad pravým břehem Ohře směrem k úpatí Slavkovského lesa. Katastrální území nese název Staré Sedlo u Sokolova a má rozlohu 6,49 km2. Žije zde 809 obyvatel.

## Historie
Sídlo bylo založeno zřejmě na počátku 13. století během německé kolonizace ministeriálním rodem Nothaftů, který ve 13. století začal osidlovat Sokolovsko. První písemná zmínka o existenci je v listině krále Václava I. pro Osecký klášter z 25. února 1250, v níž jsou mezi svědky uvedeni Bertold Nothaft a jistý Heilmann, rychtář ze Sedla. Staré Sedlo je zde uvedeno ještě pouze jako Sedlo. Název Staré Sedlo se začal používat až od poloviny 15. století, pro odlišení od nedalekého Nového Sedla. Jiný zdroj posouvá první písemnou zmínku do roku 1249. Zesilující růst královské moci přiměl Nothafty opustit nejprve Chebsko a v 30. letech 14. století i Sokolovsko. Svůj vliv si zde však zachovali až do počátku 15. století. Po odchodu Nothaftů získal Staré Sedlo rytířský rod Winklerů. Již roku 1360 je zmiňována tvrz, která ležela na ostrohu nad řekou. V roce 1397 podřídil král Václav IV. Staré Sedlo loketskému hradu a tvrz se stala součástí jeho obranného valu. Po následných četných změnách majitelů v 15. a 16. století se Staré Sedlo stalo součástí loketského panství Šliků. Po konfiskaci šlikovského panství získali Staré Sedlo roku 1622 jako zástavu Nosticové. Ti později ves koupili a v držení tohoto rodu byla ves až do roku 1850, kdy se stala samostatnou obcí pod politickým a soudním okresem Sokolov, po určitou dobu i pod politickým a soudním okresem Loket. Naproti kostelu bratři Johann Anton von Starck a Josef Carl von Starck rozšířili hřbitov a vchod opatřili novou bránou s předloženým schodištěm. Zde se nalézala rodinná hrobka Starcků. Od roku 1950 je Staré Sedlo obcí v okrese Sokolov.

## Přírodní poměry

### Geologie
Území obce se nachází v Sokolovské pánvi, svým jižním okrajem zasahuje do Slavkovského lesa. Horninové podloží tvoří žuly karlovarského plutonu, na které nasedají třetihorní sedimenty starosedelského souvrství. Až 42 metrů mocné souvrství obsahuje nejstarší terciérní sedimenty na území sokolovské pánve. Typickými horninami jsou zde křemence, pískovce a slepence, které obsahují zkameněliny vymřelých teplomilných dřevin příbuzných ambroním, stálezeleným vavřínům a skořicovníkům, které potvrzují eocenní stáří sedimentů. Celkově je flóra svědectvím dubo-vavřínových lesů subtropického pásma s malými ročními výkyvy teplot v době před zhruba 35 miliony let.
Tyto jeskyně a skalní převisy sloužily jako přechodná sídla už v nejstarších dobách. Pobyt člověka na Sokolovsku již v období středního paleolitu dokládají nálezy z těchto jeskyní.

### Vodstvo
Severní částí území obce protéká v hluboce zařízlém údolí řeka Ohře. Strmé svahy jsou členěny erozními rýhami s vystupujícími skalními bloky. U severního okraje obce se do Ohře vlévá Hruškovský potok, pramenící ve Slavkovském lese. Tento potok je často v literatuře, i v mapách (např. geoportal.cz, katastrální mapy), uváděn jako Starosedelský potok.

### Ochrana přírody
V krátkém, kaňonovitém úseku Ohře, se nachází přírodní památka Údolí Ohře. Zejména ve svazích nad pravým břehem řeky se zde vytvořily pseudokrasové jeskyně s množstvím dalších dutin. Většina těchto útvarů se nachází ve svazích nad pravým břehem, několik desítek metrů nad hladinou Ohře. Největší jeskyně Cikánka je dlouhá přibližně 40 m. Pseudokrasové jevy souvisejí s boční výmolovou činností Ohře a jsou unikátní v České republice.
Ve Starém Sedle roste několik mohutných starých dubů. Nejmohutnější je chráněn jako památný strom s pojmenováním Dub ve Starém Sedle.

## Hornictví

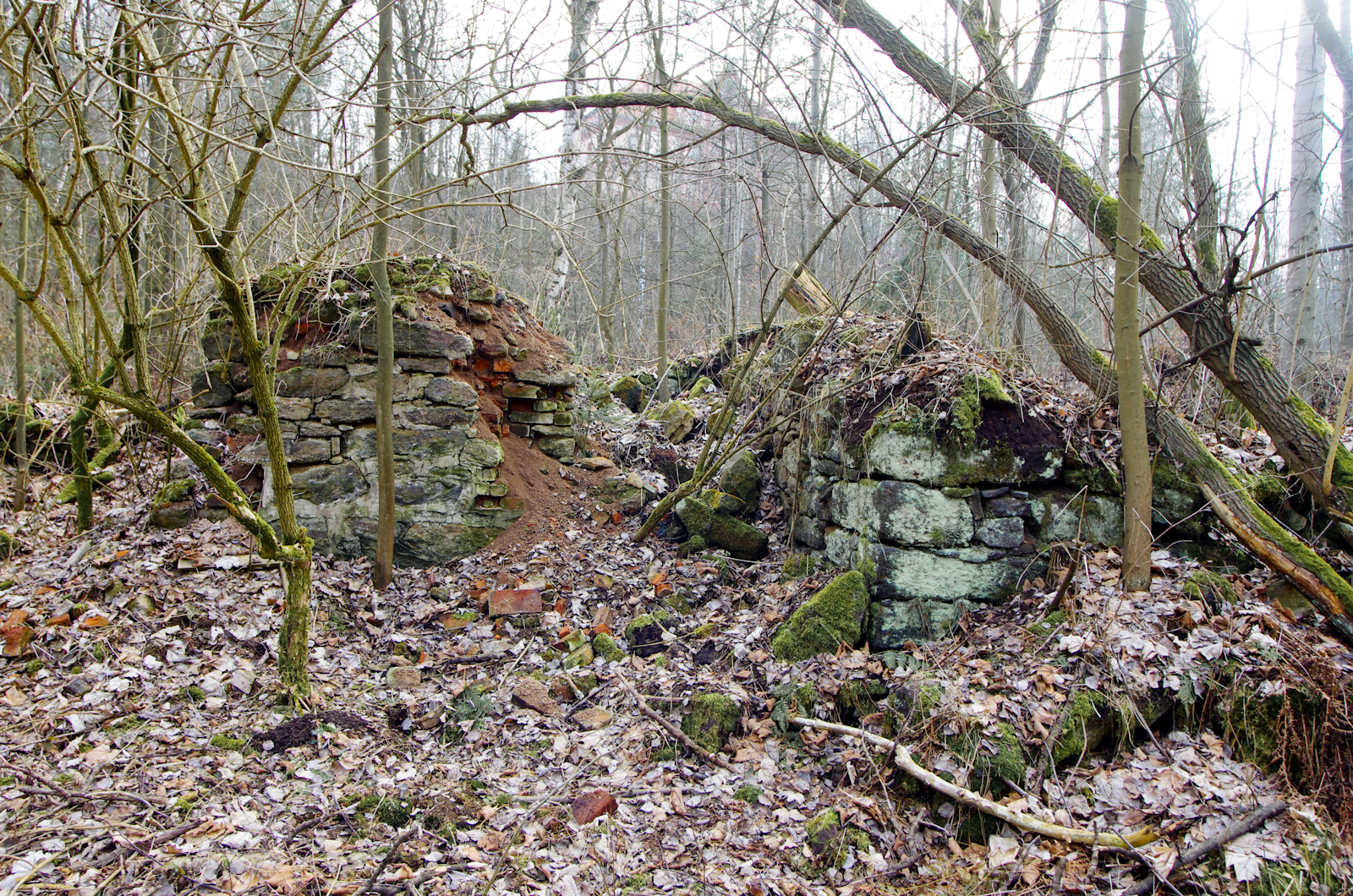
Ruiny minerálního závodu

První zprávy o výskytu uhlí ve Starém Sedle jsou z roku 1545 a pochází od Agricoly. V okolí Starého Sedla se dolovalo uhlí již od 16. století.
O této nejstarší hornické činnosti se nedochovaly bližší zprávy ani mapové podklady. Dá se pouze předpokládat, že byly těženy převážně výchozí partie uhelné sloje Josef, které navíc obsahovaly i pyrit. Významným hlubinným uhelným dolem byl důl Michal, odvodňovaný dědičnou štolou Jana Křtitele, vybudovanou v letech 1815 až 1816. Její portál a opěrná zeď jsou kulturní památkou. Po vyuhlení byl důl Michal uzavřen dne 31.12.1958.
S hornictvím je úzce spojeno i průmyslové využití hnědouhelných slojí. Mnohem dříve než se začalo používat uhlí jako topivo, byly využívány kyzové lupky s pyritem a markazitem. Staly se surovinou, která byla zpracovávána v chemických provozech, minerálních závodech. Minerální závod Svaté Trojice ve Starém Sedle, založený v polovině 16. století, vyráběl nejprve kamenec, později také skalici a vitriolový kámen k produkci olea, dýmavé kyseliny sírové. Ve Starém Sedle byly dva minerální závody, ze kterých se zásluhou průmyslníka Johanna Davida Starcka staly moderní průmyslové provozy. Významným se stal minerální závod Svaté Trojice. Štolou Jana Křtitele se vyváželo kyzové uhlí. Pálením kyzů v pecích se získávala síra. Zbytek se ukládal na hromady, kde se vlivem povětrnostních vlivů a za skrápění vodou rozkládal na kyselou hlínu, ze které se získával síranový výluh. Produkce síry skončila roku 1888, výroba kamence a zelené skalice roku 1896. V letech 1902 až 1945 se zde pálila leštící červeň, která byla z velké části vyvážena do bavorských a pruských sklářských dílen. Z rozsáhlého minerální závodu se zachovaly ruiny a na místě louhování kyzových hald vegetačně mrtvé území.

## Obyvatelstvo
Obživu nacházeli místní jak v zemědělství, tak v minerálních závodech, které zde stály od 16. století, později také v nedalekých uhelných dolech. Při sčítání lidu v roce 1921 zde žilo 1 829 obyvatel, z nichž bylo osm Čechoslováků, 1 811 Němců a 10 cizinců. K římskokatolické církvi se hlásilo 1 792 obyvatel, 36 k církvi evangelické a jeden k církvi izraelitské.
Roku 1930 mělo Staré Sedlo 1909 obyvatel, z toho 1868 Němců, 30 Čechů a 11 osob jiné národnosti.
| Rok            | 1869  | 1880  | 1890  | 1900  | 1910  | 1921  | 1930  | 1950 | 1961 | 1970 | 1980 | 1991 | 2001 | 2011 |
| -------------- | ----- | ----- | ----- | ----- | ----- | ----- | ----- | ---- | ---- | ---- | ---- | ---- | ---- | ---- |
| Počet obyvatel | 1 141 | 1 294 | 1 414 | 1 574 | 1 800 | 1 829 | 1 909 | 984  | 954  | 790  | 672  | 628  | 721  | 778  |
| Počet domů     | 153   | 181   | 186   | 190   | 204   | 207   | 223   | 269  | 210  | 191  | 179  | 204  | 226  | 260  |

## Doprava a turistika
Obcí prochází silnice III/2099, spojující Sokolov s Loktem. Nachází se na místě stará císařské silnice, vybudované v roce 1836. Silnice byla vyasfaltována roku 1929 a od roku 1930 sloužila k pravidelné autobusové dopravě z Lokte do Sokolova. Západním okrajem katastru, mimo obytné území obce, prochází dálnice D6 s 300 m dlouhým dálničním mostem přes Ohři. Podél Ohře vede turistická stezka a páteřní cyklostezka Ohře, na kterou se připojuje u lanového mostu přes Ohři cyklostezka ze Sokolova, která vede okolo rekreačního areálu při uměle vytvořeném jezeru Michal.

## Pamětihodnosti

### Kulturní památky
- Zámek Staré Sedlo
- Dědičná štola Jana Křtitele hlubinného uhelného dolu Michal.
- Socha sv. Jana Nepomuckého z roku 1819

### Jiné pamětihodnosti
- Kostel Nejsvětější Trojice
- Hřbitovní brána s předloženým schodištěm
- Socha sv. Floriána z roku 1810

## Slavní rodáci
- Anton Schobloch, český podnikatel

## Fotogalerie

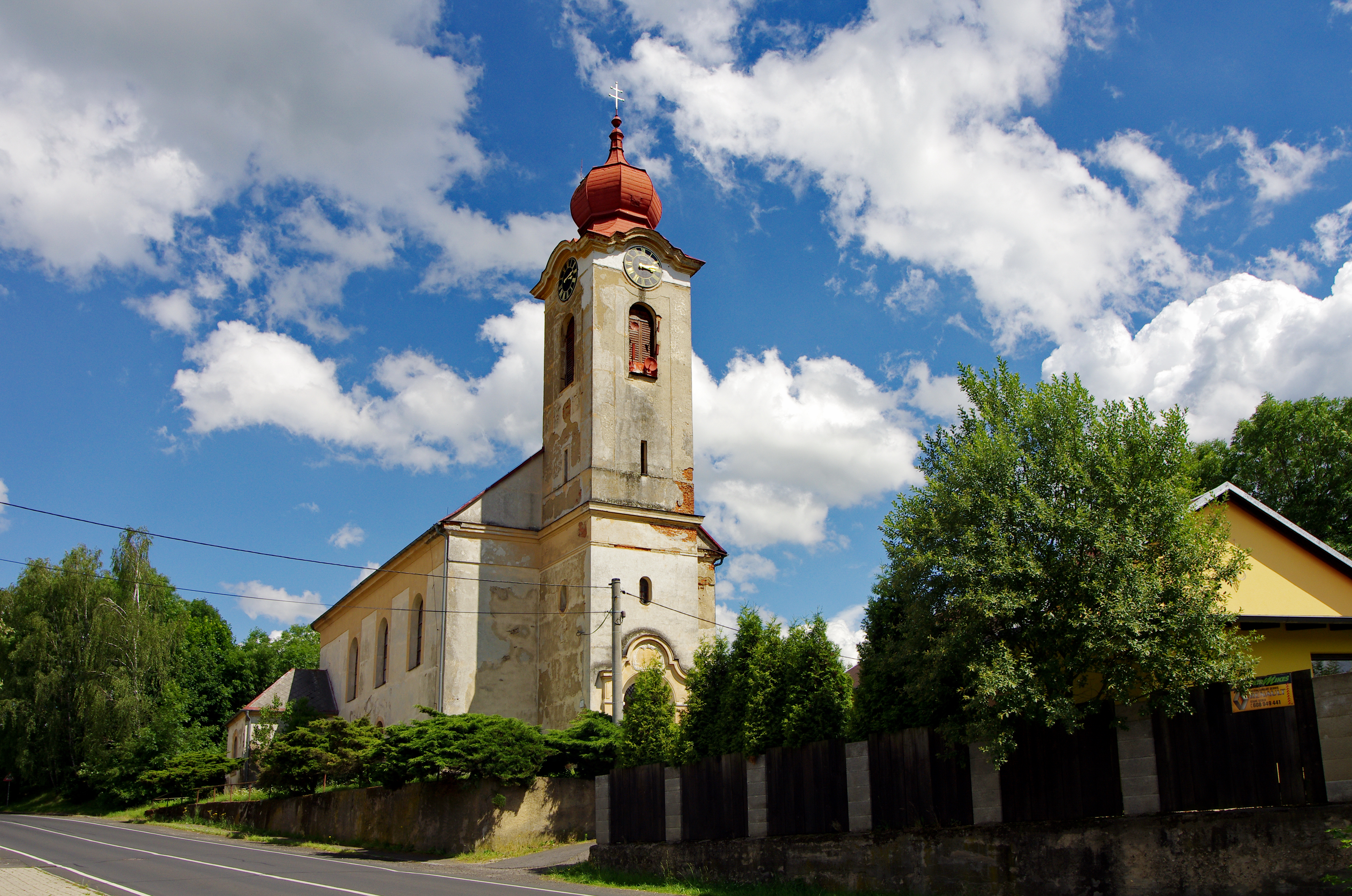
Kostel Nejsvětější Trojice
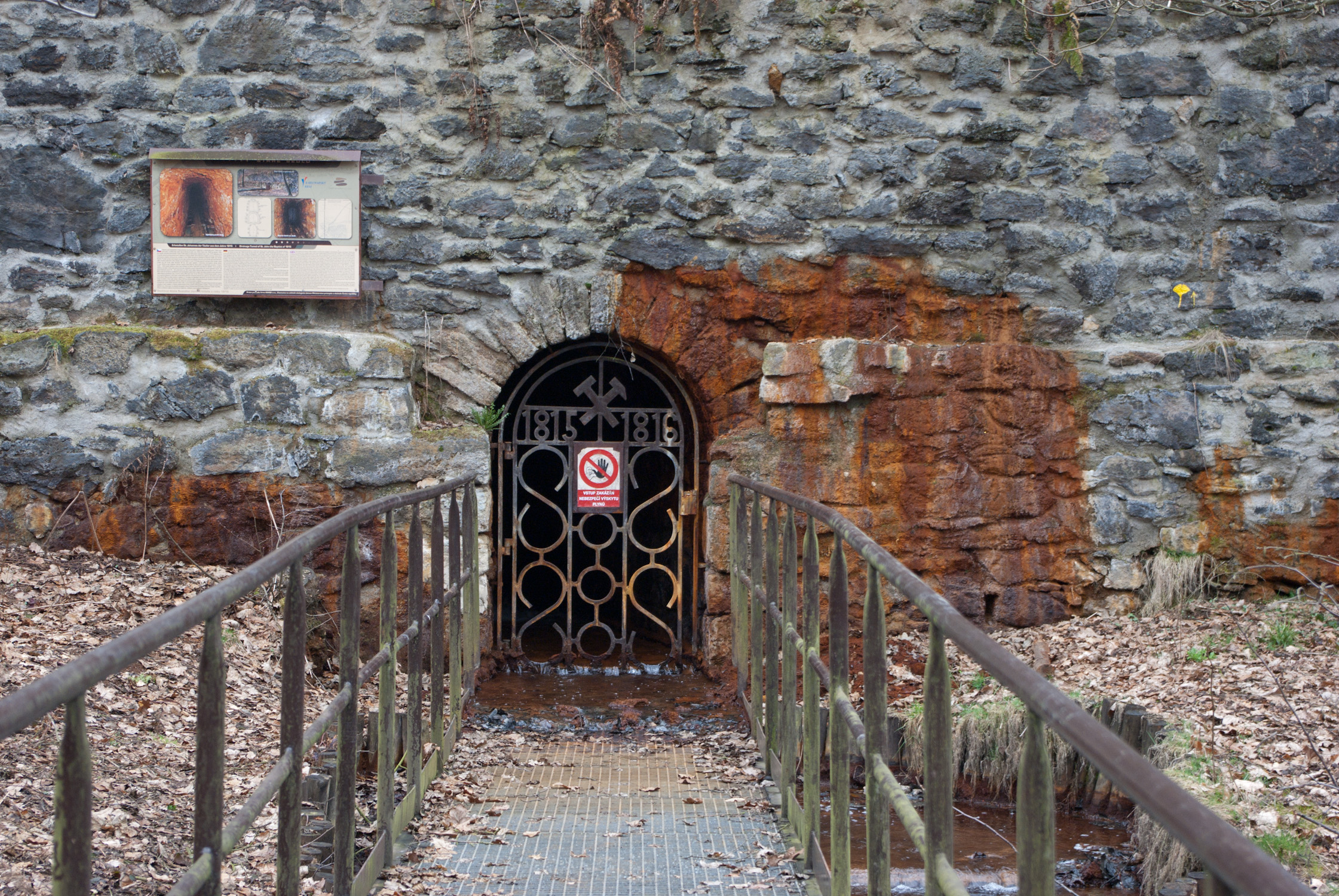
Dědičná štola Jana Křtitele
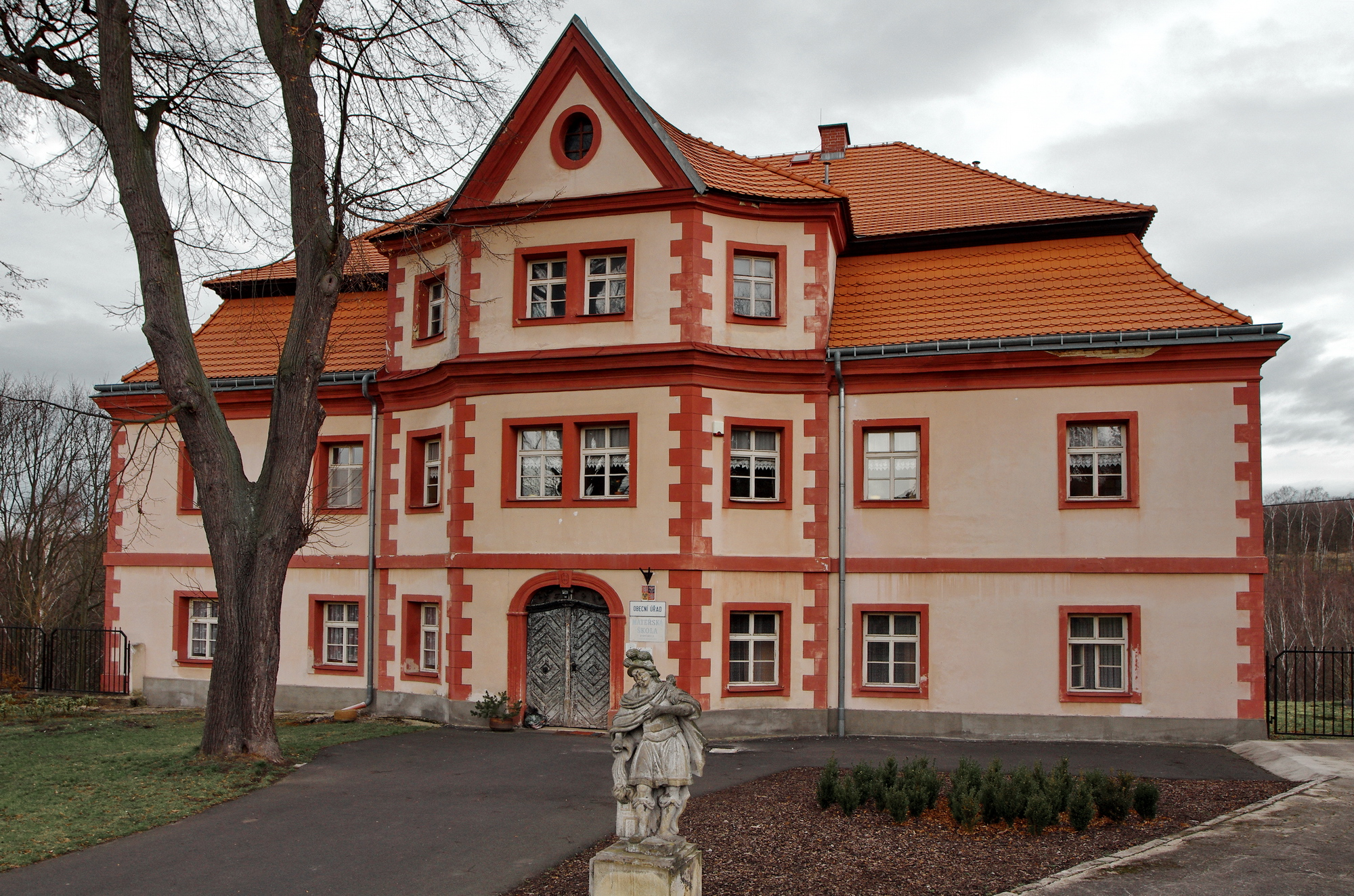
Zámek – Obecní úřad
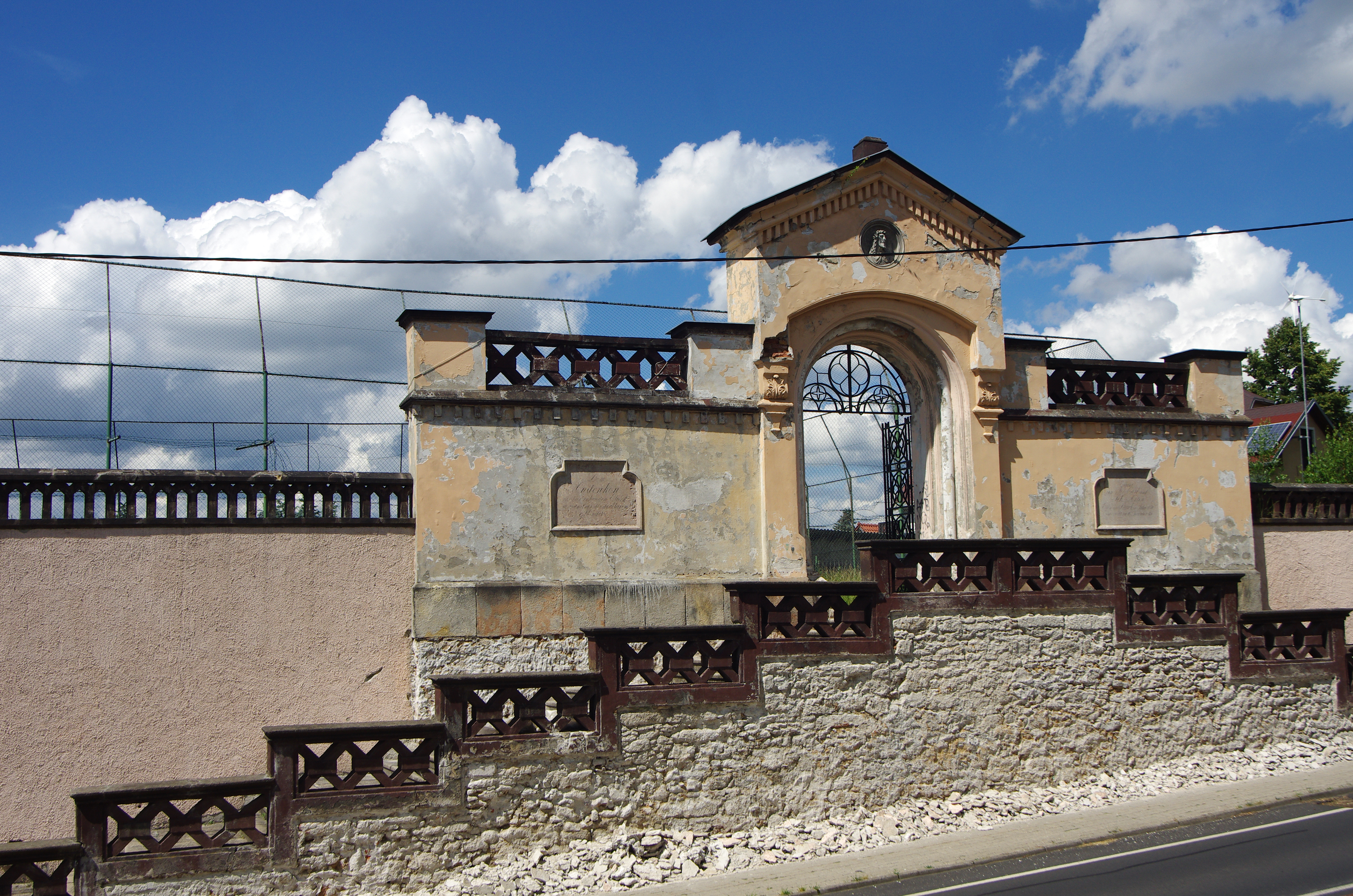
Zeď bývalého hřbitova
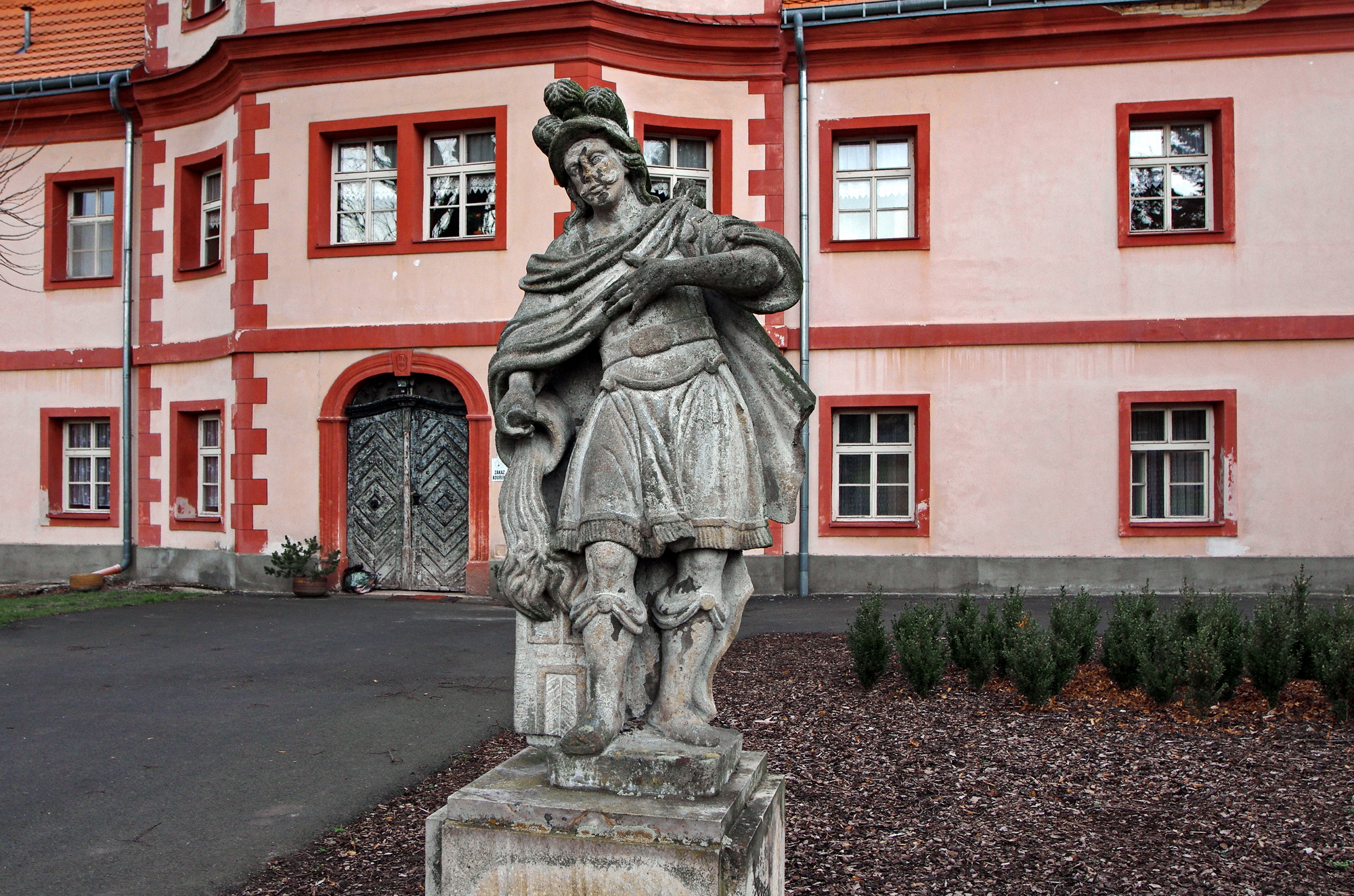
Socha sv. Floriána
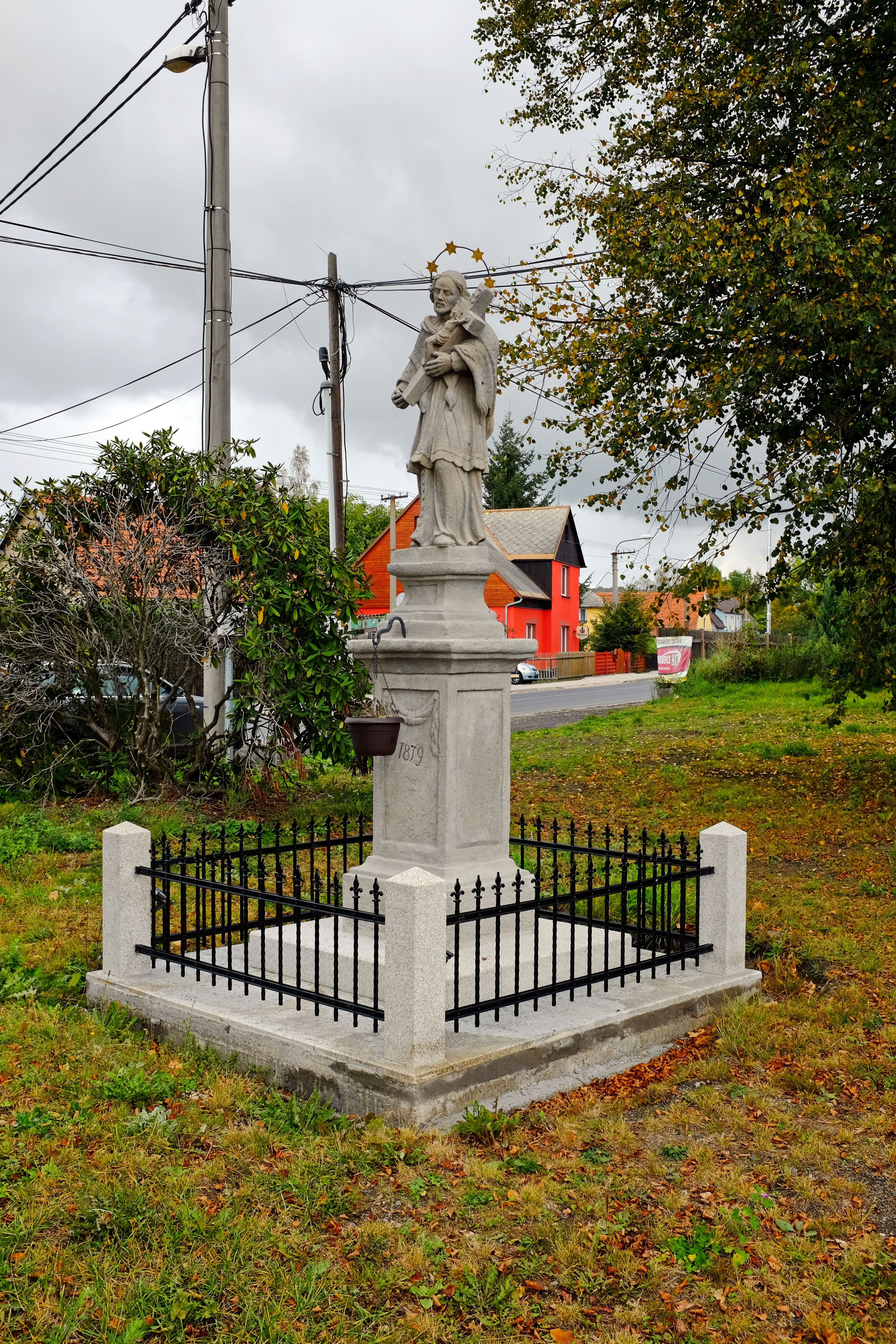
Socha sv. Jana Nepomuckého
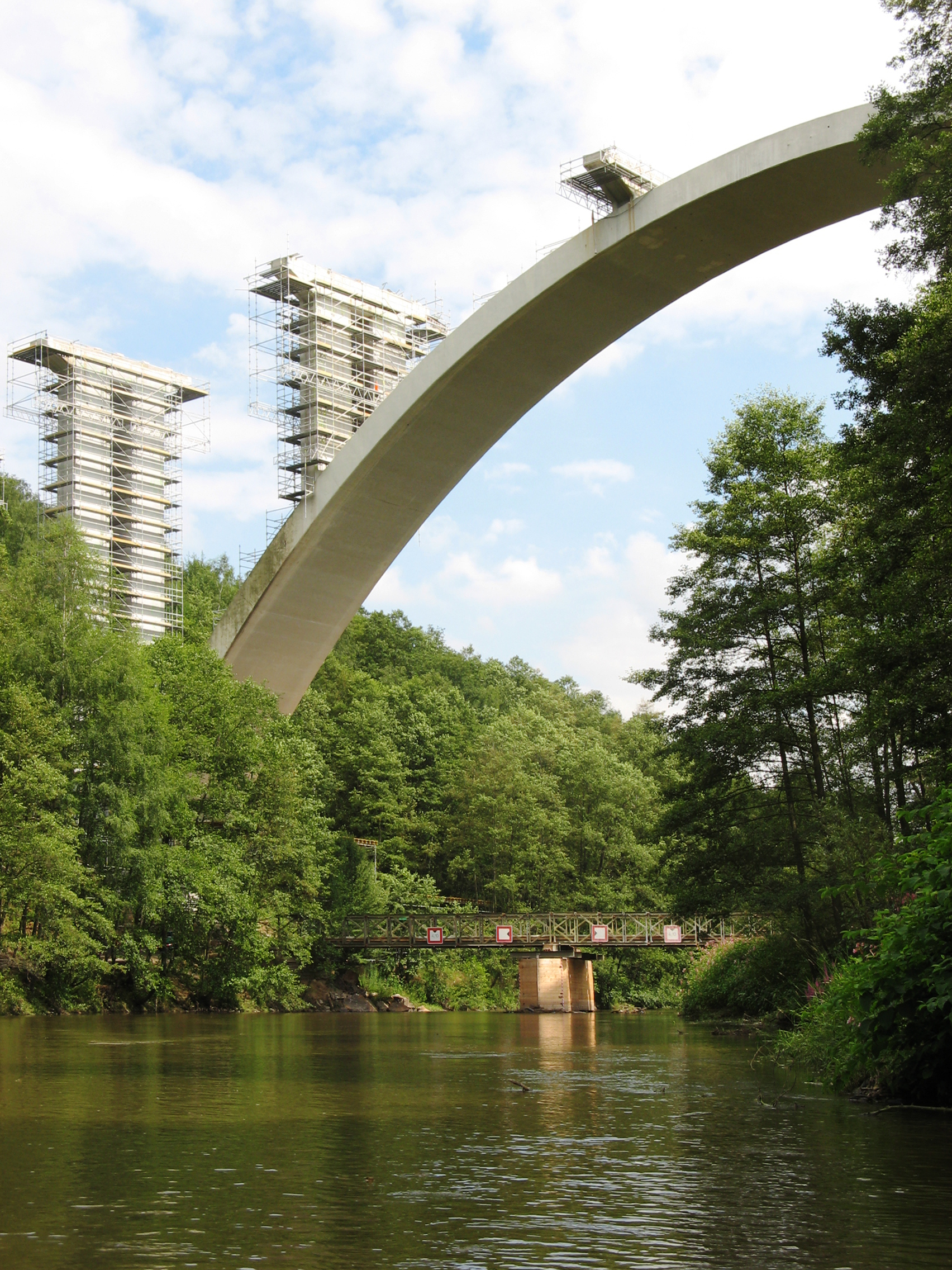
Přestavba dálničního mostu roku 2010